# Шиффнер, Карл
Карл Вильгельм Антон Шиффнер (нем. Carl Wilhelm Anton Schiffner; 30 мая 1865, Цвиккау — 16 сентября 1945, Фрайберг) — немецкий металлург, профессор и ректор Фрайбергской горной академии.

## Биография
Карл Вильгельм Антон Шиффнер родился 30 мая 1865 года в Цвиккау в семье химика-металлурга Карла Антона Шиффнера и его жены Мари. Карл изучал металлургию в Горной академии во Фрайберге, где в 1886 году стал членом студенческого братства «Corps Franconia». После окончания учебы он работал на различных руководящих должностях: в частности, был начальником лаборатории компании «Freiberger Hüttenwerken». В этот период Шиффнер занимался пробирным анализом, благодаря успехам в котором в 1902 году он стал профессором металлургии и электрометаллургии во Фрайберге. С октября 1917 года по сентябрь 1919 года являлся ректором академии. 11 ноября 1933 года Карл Шиффнер был среди более 900 ученых и преподавателей немецких университетов и вузов, подписавших «Заявление профессоров о поддержке Адольфа Гитлера и национал-социалистического государства». Скончался 16 сентября 1945 года во Фрайберге.
Шиффнер также исследовал разделение дымовых газов от металлургических газов путем электростатической очистки. Его преподавательский опыт нашел свое отражение в учебнике «Введение в пробирный анализ» (Einführung in die Probierkunde). Кроме того, Карл Шиффнер изучал и историю металлургии: в 1928 году он редактировал перевод книги Георгия Агриколы «De re metallica». Статья по саксонской металлургии, написанная Шиффнером, была опубликована уже после его смерти, в 1960 году.

## Работы
- Einführung in die Probierkunde, 1912. 2. A. 1927.
- Aus dem Leben alter Freiberger Bergstudenten. Verlag E. Mauckisch, 1935—40, 375 S.
- Männer des Metallhüttenwesens. Mauckisch, 1942.
- Alte Hütten und Hämmer in Sachsen. In: Freiberger Forschungsheft, D14 — Kultur und Technik, Akademie-Verlag, Berlin 1960.